# バナナ (種)
Musa × paradisiacaは、マレーヤマバショウ（Musa acuminata）とリュウキュウバショウ（Musa balbisiana）との間の交雑種に対する通用学名である。ほとんどの栽培品種のバナナおよびプランテンは、この雑種あるいはマレーヤマバショウ単独のいずれかの3倍体栽培品種である。リンナエウスは元々はプランテン（料理用バナナ）に対してのみM. paradisiacaという学名を使用したが、現代の用法は料理とデザートに使われる交雑栽培品種をどちらも含む。デザートバナナに対するリンナエウスの学名Musa sapientumはしたがってMusa × paradisiacaのシノニムである。
種小名のparadisiacaはラテン語で「楽園から」（奪格女性単数形）という意味であり、バナナが善悪の知識の木であると信じられていたことを反映している。

## 記載
ほぼ全ての栽培されているプランテンと多くの栽培されているバナナはM. × paradisiacaの3倍体栽培品種である。東南アジアの農家が最初にマレーヤマバショウを栽培化したと信じられている。この栽培された種がリュウキュウバショウが自生していた地域へと北西に広がった時、これら2つの種間の交雑種が生じ、次に多様な栽培品種へとさらに発展した。
数百種類のM. × paradisiacaの栽培品種が知られており、これらは非常に多様性があるが、おおむね祖先種間の中間的な特徴を有している。これらは成熟すると典型的には高さ2–9 mになる。地上部は「偽茎」であり、葉とそれらの融合した基部から成る。個々の偽茎は花をつける単一の茎を作りうる。結果後、偽茎は死ぬが、側枝が植物の基部から発生するかもしれない。M. × paradisiacaの栽培品種は大抵は不稔性であり、種子または生存能力のある花粉を付けない。

## 分類
バナナ植物は元々はリンナエウスによって2つの種、リンナエウスがMusa paradisiacaと呼んだ料理用バナナ（プランテン）に対するものとデザートバナナに対するM. sapientum、に分類された。後に、リンナエウスの「種」が実際には2つの野生種、マレーヤマバショウとリュウキュウバショウとの間の交雑種の栽培品種であったことが発見され、これは現在M. × paradisiaca Lと呼ばれる。現代のタクソンM. × paradisiacaの限界はしたがって元のM. paradisiacaとM. sapientumの両方を含んでおり、後者はM. × paradisiacaのシノニムへとまとめられた。
リンネ以前の時代には、このバナナは、例えばマリア・ジビーラ・メーリアンの1705年の著作『Metamorphosis insectorum Surinamensium』において、 'Musa serapionis' と名付けられた。
かつては、栽培品種のバナナおよびプランテンの大きな多様性に対処するため、植物学者らは多くの別称を作った（雄牛の角と似た大きな果実お付けるプランテンの一群のためのM. corniculata Lour. など）。これらは現在は M. × paradisiacaのシノニムと見なされている。栽培品種には現在栽培品種名が与えられ、栽培品種は群および亜群へと分類される。したがって、M. × paradisiaca 'Horn' はAABゲノム群、プランテン亜群に属する栽培品種である。栽培品種の命名と分類に関するさらに詳しい情報についてはバナナの栽培品種の一覧を見よ。